# ريني جيرار
رينيه جيرارد (بالفرنسية: René Girard)‏ (مواليد 4 أبريل 1954 في فاوفيرت) لاعب كرة قدم فرنسي معتزل كان يجيد اللعب في خط الوسط وحاليا مدرب نادي الوداد الرياضي المغربي منذ أكتوبر 2018.
لعب جيرارد في أندية نيم (1973-1980) بوردو (1980-1988) نيم مجددا (1988-1991).
ساهم جيرارد في تتويج نادي بوردو ببطولة دوري الدرجة الأولى 3 مرات مواسم 1983/1984 ، 1984/1985، و1986/1987 وبطولة كأس فرنسا مرتين موسمي 1985/1986 و1986/1987.
شارك جيرارد مع منتخب فرنسا في 7 مباريات مسجلا هدف واحد في الفترة من 1981 إلى 1982. تم استدعاء جيرارد للمشاركة في بطولة كأس العالم لكرة القدم 1982 التي أقيمت في إسبانيا وساهم في احتلالها المركز الرابع.
تولى جيرارد تدريب أندية نيم (1991-1992) نيم مجددا (1994) باو (1996-1997) ستراسبورغ (1998) منتخب فرنسا كمدرب مساعد (1998-2002) منتخب فرنسا للناشئين تحت 19 سنة (2002-2003) منتخب فرنسا للأشبال تحت 16 سنة (2003-2004) منتخب فرنسا للشباب تحت 21 سنة (2004-2008). تدريب فريق مونيبيله والفوز ببطولة الدوري 2012.

## روابط خارجية
- ريني جيرار على موقع الاتحاد الدولي (مؤرشف)  (الإنجليزية)
- ريني جيرار على موقع قاعدة بيانات كرة القدم.إي يو (الإنجليزية)
- ريني جيرار على موقع ناشيونال فوتبول تيمز (الإنجليزية)